# Conjunto Habitacional Muribeca
Conjunto Muribeca foi um habitacional localizado no bairro da Muribeca, na cidade de Jaboatão dos Guararapes, Pernambuco.

## Números
O Conjunto Habitacional Muribeca possuía originalmente 70 prédios, cada um com 32 apartamentos, totalizando 2.240 apartamentos. Foram entregues aos moradores em 1982. Os problemas começaram em 1986 com a primeira interdição, quando o bloco 10 da quadra 1, conhecido como "balança mas não cai", estava cheio de rachaduras e foi demolido em 1995. Dez anos depois, entre 2005 e 2014, os 69 prédios restantes do residencial foram interditados, mas nem todos foram evacuados, em 2014, 36 estavam desocupados e 33 parcialmente ocupados, onde são 1.628 apartamentos desocupados, ou seja 75% do total de 2.208 unidades.
Hoje existem mais de 1.000 casas na parte interna e externa do Conjunto Muribeca.

## Agentes envolvidos
Foi construído com recursos do BNH (Banco Nacional da Habitação), órgão extinto, a responsabilidade passou para a Caixa Econômica Federal que paga R$907,00  de auxílio moradia para 2 mil famílias enquanto todos os entraves judiciais que se arrastam por anos sejam solucionados.  Os moradores pagaram parcelas de um seguro junto com a parcela de compra, até hoje nenhum órgão assumiu a indenização.
Quatro grupos de resistência compartilham a atuação na comunidade: Somos Todos Muribeca; Daqui Não Saio, Daqui Ninguém me Tira, Comissão Resgate Muribeca; além da: Associação dos Moradores do Conjunto Muribeca.

## Causas
Os problemas técnicos que causaram todo o transtorno segundo o Itep (Instituto de Tecnologia de Pernambuco): 
- Sistema de construção sem segurança e garantia, com nome de "Alvenaria Resistente".
- Economia burra de recursos e materiais com baixa qualidade.
- "Puxadinhos" e alterações internas, com derrubada das paredes da superestrutura.
- Fundações em área de várzea/baixio, com vários alagamentos, ajudando a degradar a estrutura.
- Vegetação próxima à fundação dos prédios.[4]